# Carlos Sainz Jr.
Carlos Sainz Vázquez de Castro, známější jako Carlos Sainz Jr. (* 1. září 1994 Madrid), je španělský automobilový závodník, od roku 2025 pilot stáje Williams. 
Jeho otcem je Carlos Sainz, dvojnásobný mistr světa v rallye. V juniorských formulích závodil od roku 2010. V roce 2012 závodil v britském a evropském šampionátu Formule 3 za tým Carlin. V sezóně 2014 závodil za tým DAMS ve Formuli Renault 3.5, kde vyhrál šampionát, a poté se přesunul do F1 do týmu Toro Rosso, kde zůstal až do Grand Prix USA 2017, kdy přestoupil do Renaultu. V sezóně 2019 přestoupil do  McLarenu a zároveň ukončil smlouvu s Red Bullem. V Grand Prix Brazílie 2019 získal své první pódiové umístění ve Formuli 1, když skončil třetí. Na konci sezóny 2020 podepsal smlouvu s Ferrari, kde nahradil Sebastiana Vettela. V roce 2022 v Grand Prix Británie získal své první pole position ve Formuli 1 a vítězství v kariéře. Dalších vítězství dosáhl v Grand Prix Singapuru 2023, Grand Prix Austrálie 2024 a Grand Prix Mexico City 2024. Od roku 2025 je pilotem Williamsu.
Celkem ve Formuli 1 vyhrál 4 závody, získal 6 pole position, zajel 4 nejrychlejší kola a 27krát skončil mezi třemi nejlepšími. S Williamsem má uzavřenou smlouvu do konce roku 2026.

## Formule 1

### Toro Rosso (2015–2017)

#### 2015
Dne 28. listopadu 2014 bylo oznámeno, že v sezóně 2015 Sainz nastoupí jako jezdec týmu Toro Rosso. Jeho týmovým kolegou byl Max Verstappen.
V prvním závodě v Austrálii se kvalifikoval na osmém místě a v závodě dojel na místě devátém. Ve třetím tréninku před Velkou cenou Ruska narazil tvrdě ve třinácté zatáčce do bariéry. Poté, co strávil noc v nemocnici, mu bylo umožněno další den závodit, ale závod nedokončil. Poslední body v sezóně získal za sedmé místo ve Velké ceně USA.
V sezóně získal 18 bodů a obsadil celkové 15. místo.

#### 2016
V úvodní Velké ceně Austrálie dojel na devátém místě.
V Bahrajnu po kolizi nedojel. S výjimkou Velké ceny Evropy dokázal od Velké ceny Španělska po Velkou cenu Maďarska pravidelně bodovat.
Se ziskem čtyřiceti šesti bodů obsadil celkové 12. místo.

#### 2017
V první Velké ceně Austrálie skončil na osmém místě.
V mokrém závodě v Číně zůstal jako jediný na suchých pneumatikách. Tato strategie se vyplatila, v závodě skončil na sedmém místě. Závod v Bahrajnu po kolizi s Lancem Strollem nedokončil. V domácí Velké ceně Španělska skončil na sedmém místě. V Singapuru skončil na skvělém čtvrtém místě. Poslední závod s týmem Toro Rosso v Japonsku kvůli nehodě nedokončil.

### Renault (2017–2018)

#### 2017
Během Velké ceny Japonska bylo oznámeno, že od Velké ceny USA Sainz nahradí Jolyona Palmera v týmu Renault.
První závod v USA za tým Renault dokončil na sedmém místě. Závod v Mexiku kvůli problémům s řízením nedokončil. Ve Velké ceně Brazílie skončil na jedenáctém místě. Poslední závod v Abú Zabí nedokončil.
V sezóně získal 54 bodů a obsadil 9. místo.

#### 2018
V prvních osmi závodech s výjimkou Velké ceny Bahrajnu dokázal pravidelně bodovat. Závod ve Velké Británii po kolizi nedokončil. Sezónu zakončil šestým místem ve Velké ceně Abú Zabí. Celkově získal 53 bodů a obsadil 10. místo.

### McLaren (2019–2020)

#### 2019
Dne 16. srpna 2018 bylo oznámeno, že Sainz bude v sezóně 2019 závodit za tým McLaren. Jeho týmovým kolegou byl nováček Lando Norris.
První dva závody v Austrálii a v Bahrajnu kvůli technickým problémům nedokončil. Kromě Velké ceny Kanady dokázal od Velké ceny Ázerbájdžánu po Velkou cenu Maďarska pravidelně bodovat. Závody v Belgii a v Itálii opět kvůli technickým problémům nedokončil. V Rusku dokázal znovu bodovat, když skončil na šestém místě. Další přínos bodů získal v Japonsku, když skončil na pátém místě. V Mexiku se po vydařeném startu ze sedmého místa dlouho držel na místě pátém, ale kvůli nevydařené strategii týmu dokončil závod až na třináctém místě. Po penalizaci Lewise Hamiltona se v Brazílii dostal na třetí místo. V poslední závodě v Abú Zabí skončil na desátém místě. Díky zisku jednoho bodu z posledního závodu skončil na celkovém 6. místě s 96 body.

#### 2020
V poslední sezóně s týmem McLaren se v úvodním závodě v Rakousku umístil na pátém místě. V následujícím závodě ve Štýrsku skončil devátý. Navíc si připsal bod za zajetí nejrychlejšího kola. I v Maďarsku, po penalizaci Kevina Magnussena, skončil na devátém místě. V následujícím závodě ve Velké Británii se držel celou dobu na pátém místě, ale kvůli defektu v předposledním kole závod dokončil mimo body na třináctém místě. I následující týden během Velké ceny 70. výročí Formule 1 skončil na třináctém místě. Další body získal při domácí Velké ceně Španělska, kde skočil šestý. Do závodu v Belgii kvůli problémům s výfukovým potrubím nenastoupil. Při Velké ceně Itálie dlouho útočil na první pozici, kterou držel Pierre Gasly, ale nakonec se mu ho předjet nepodařilo a skončil na druhém místě. Získal tak svoje druhé pódiové umístění v kariéře. Následující závod v Toskánsku po kolizi nedokončil. Ani závod v Rusku po nehodě nedokončil. Další body získal za páté místo při Velké ceně Eifelu. Po startu Velké ceny Portugalska se dostal na první pozici, ale udržel ji pouze několik kol. Nakonec skočil na šestém místě. Do Velké ceny Turecka startoval po penalizaci z patnáctého místa. Závod dokončil po skvělé jízdě na pátém místě. I následující závod v Bahrajnu dokončil na pátém místě. Velkou cenu Sachíru dokončil těsně za stupni vítězů na čtvrtém místě. V posledním závodě sezóny v Abú Zabí, který byl zároveň Sainzovým posledním závodem pro tým McLaren, se umístil na šestém místě.
V sezóně získal 105 bodů a obsadil celkové 6. místo.

### Ferrari (2021–2024)

#### 2021
Po nečekaném odchodu Sebastiana Vettela z týmu Ferrari, byl Sainz dne 14. května 2020 oznámen jako nový jezdec Ferrari pro rok 2021.
V premiérovém závodě za nový tým, který se konal v Bahrajnu, se umístil na osmém místě. V dalším závodě, který se konal v Itálii, se umístil na pátém místě. Při Velké ceně Portugalska se kvůli brzké zastávce v boxech začal na konci závodu propadat, jelikož jeho pneumatiky byly silně opotřebovány a skončil těsně mimo body na jedenáctém místě. Další body získal za sedmé místo při Velké ceně Španělska. Do Velké ceny Monaka se kvalifikoval na čtvrtém místě. I díky odstoupení soupeřů v závodě se umístil na druhém místě a získal tak své první pódiové umístění pro nový tým. V závodě v Ázerbájdžánu obsadil osmé místo. Ve Francii se tým Ferrari trápil a z toho důvodu skončil Sainz těsně za body na jedenáctém místě. Další body získal ve Velké ceně Štýrska, ve Velké ceně Rakouska a ve Velké ceně Velké Británie. Závod v Maďarsku dokončil na čtvrté místě, ale díky diskvalifikaci Sebastiana Vettela se posunul na pódiové třetí místo. Do Velké ceny Belgie startoval z jedenáctého místa, ale kvůli silnému dešti se odjela pouze dvě kola za safety carem a závod byl ukončen. Závody v Nizozemsku a v Itálii dokončil na bodech. Další pódium získal při Velké ceně Ruska, kde obsadil třetí místo. Do Velké ceny Turecka startoval z poslední řady a během závodu se dokázal probojovat až na osmé místo. Závod v USA dokončil na sedmém místě a závod v Mexico City na místě šestém. Do kvalifikačního sprintu, který se konal před Velkou cenou São Paula odstartoval z pátého místa. Hned po startu se dostal na třetí místo, které udržel až do konce sprintu a zajistil si tak třetí místo na startu do hlavního závodu. V hlavním závodě ztratil tři pozice a do cíle dojel na šestém místě. V dalsích závodech dokázal pravidelně bodovat a v posledním závodě sezóny, který se jel v Abú Zabí, získal další pódiové umístě, když obsadil třetí místo.
Ve své první sezóně s týmem Ferrari získal 164,5 bodů a obsadil konečné 5. místo.

#### 2022
Sainz pokračoval ve Ferrari po boku Leclerca i v roce 2022. Do úvodní Velké ceny Bahrajnu se kvalifikoval na třetí místo. Na třetím místě jezdil až do odstoupení Maxe Verstappena, což mu umožnilo dostat se na druhé místo za Leclerca a získat pro Ferrari 1-2 místa a brzké vedení v šampionátu konstruktérů. Chyba a následně červená vlajka v kvalifikaci na Velkou cenu Austrálie znamenaly, že startoval z devátého místa. Na startu se propadl o místa a poté se vytočil do štěrku a ve druhém kole závod ukončil. V kvalifikaci na Velkou cenu Emilia Romagna havaroval a poté kolize s Danielem Ricciardem ukončila jeho závod v první zatáčce. Na Velké ceně Španělska dojel čtvrtý, což byl jeho nejlepší výsledek na domácím závodě, přestože předtím se roztočil a propadl se na jedenácté místo. Sainz se kvalifikoval a dojel druhý na Velké ceně Monaka, ale problém s hydraulikou zapříčinil jeho třetí letošní odstoupení na Velké ceně Ázerbájdžánu. Ve Velké ceně Kanady obsadil druhé místo, necelou sekundu za Verstappenem.
Při svém 150. startu v závodě formule 1, Velké ceně Velké Británie, získal Sainz v mokré kvalifikaci svou první pole position ve formuli 1 a porazil Verstappena o 0,034 sekundy. V závodě ho Verstappen předjel, ale po jeho zpomalení s poškozením se opět ujal vedení. V závěrečných kolech zajel do boxů pro měkké pneumatiky, předjel Leclerca a získal své první vítězství ve Formuli 1. Sainz jel při Velké ceně Rakouska na třetím místě, když jeho závod ukončila porucha motoru. Při Velké ceně Francie startoval ze zadní části startovního roštu poté, co si vzal nové součásti motoru, a dojel pátý navzdory časové penalizaci za nebezpečné vyjetí z boxů. Při Velké ceně Belgie získal svou druhou pole position, postoupil dopředu, protože Verstappen dostal penalizaci za motor, ale klesl za oba Red Bully a skončil třetí.
Sainz dojel ve Velké ceně Nizozemska pátý, ale po penalizaci za nebezpečné vyjetí z boxů se propadl na osmé místo. Ve Velké ceně Itálie startoval z osmnáctého místa s penalizací za součástku motoru, ale nakonec dojel čtvrtý. Při Velké ceně Japonska, která byla ovlivněna deštěm, havaroval ze třetího místa v úvodním kole. Na Velké ceně Spojených států si vyjel třetí pole position, ale odstoupil s poškozením poté, co ho v první zatáčce srazil George Russell. Po posledním závodě Sainz vyrovnal své umístění z roku 2021 pátým místem v šampionátu jezdců a získal 246 bodů oproti Leclercovým 308 bodům.
Sainz v roce 2022 podepsal prodloužení smlouvy a za Ferrari by měl závodit až do konce roku 2024.

#### 2023

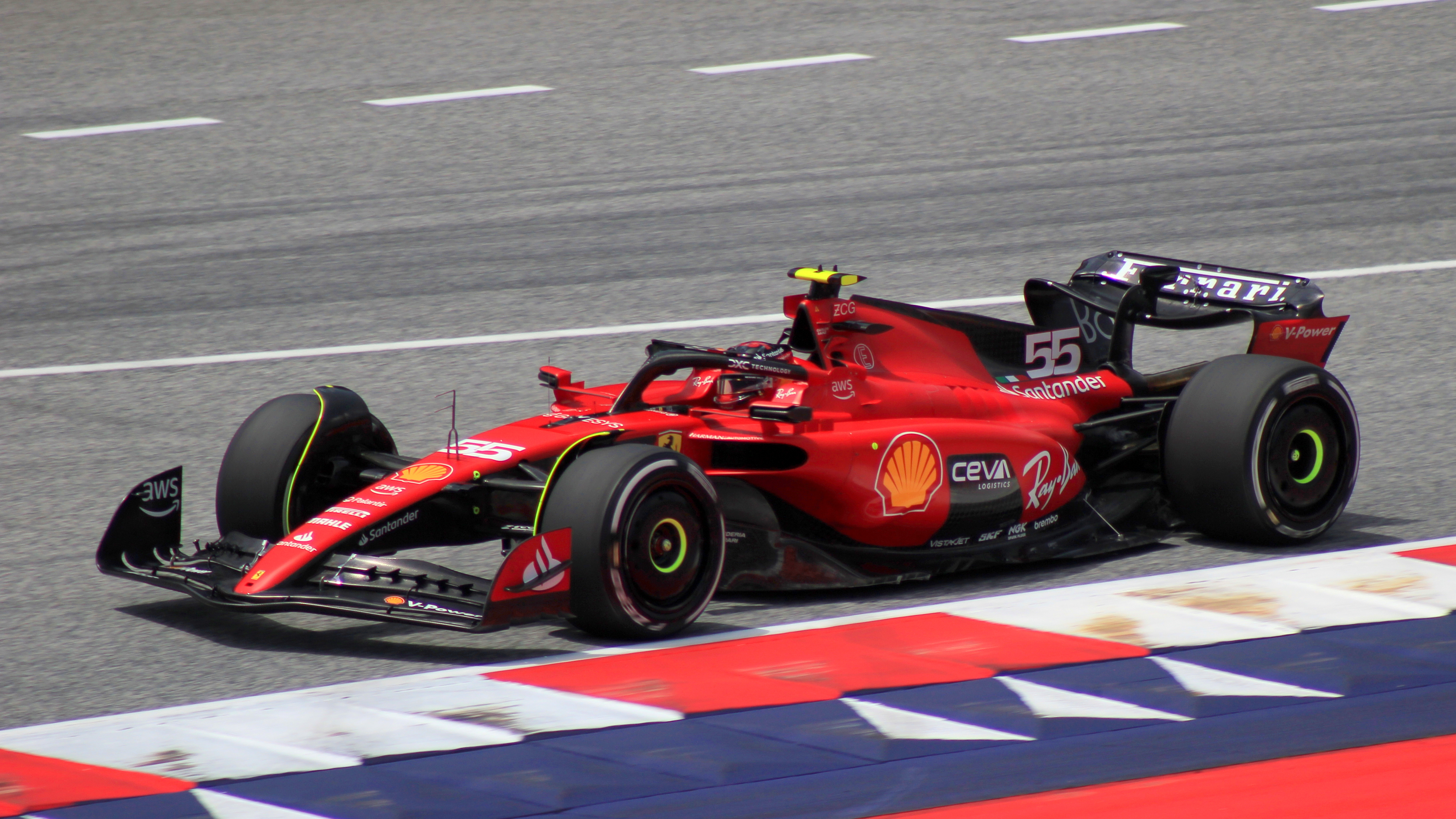
Sainz během Grand Prix Rakouska

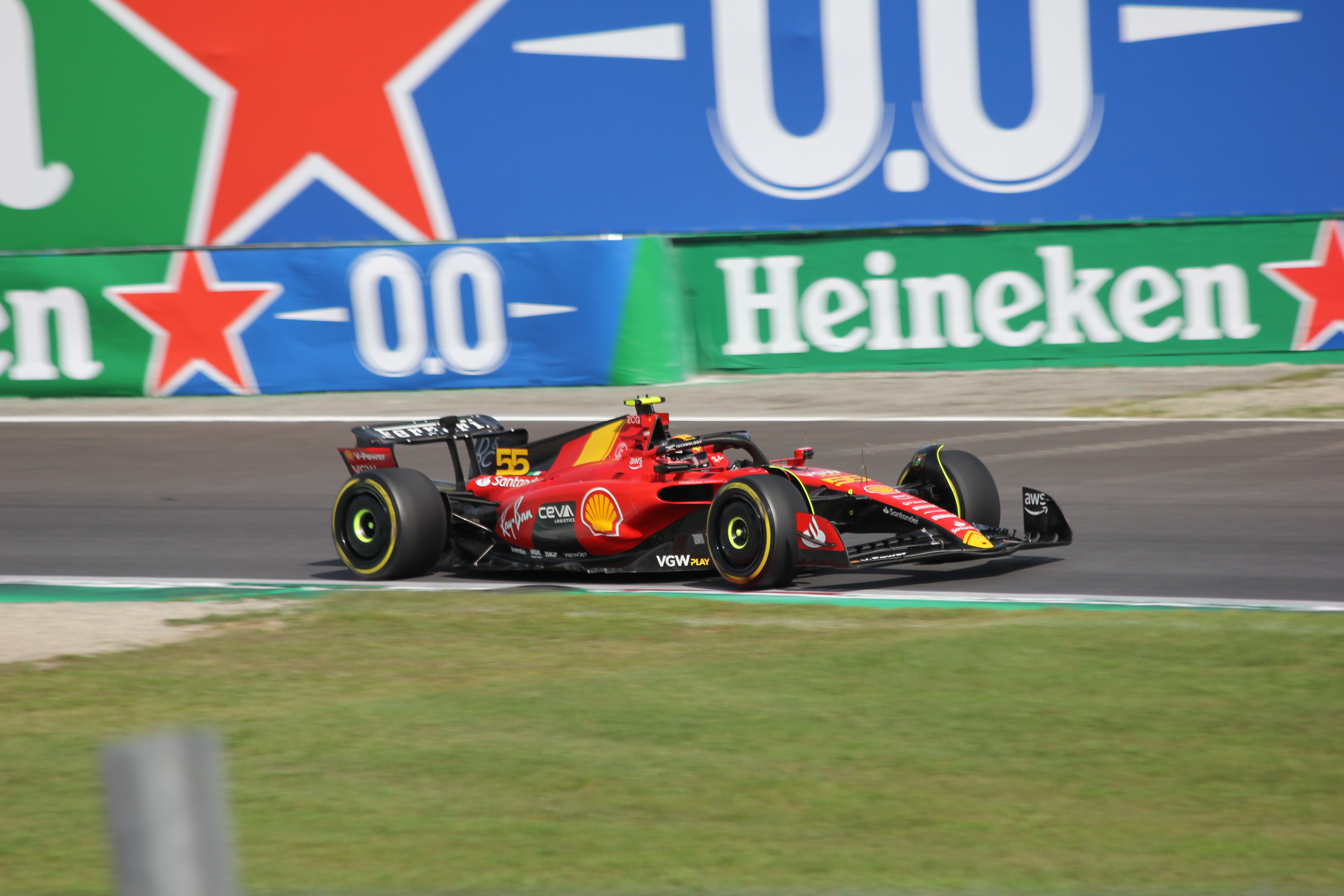
Sainz během Grand Prix Itálie

Sainz zahájil sezonu 2023 kvalifikací a čtvrtým místem ve Velké ceně Bahrajnu. Ve Velké ceně Austrálie dojel čtvrtý, ale byl penalizován a odsunut na dvanácté místo za kontakt s Fernandem Alonsem při druhém restartu. Sainz kritizoval trest jako "nespravedlivý" a Alonso souhlasil, že byl příliš přísný; Ferrari podalo proti rozhodnutí formální protest, ale neuspělo. Sainz se kvalifikoval na třetí místo ve Velké ceně Miami, ale dojel pátý. Při Velké ceně Monaka havaroval v tréninku a během závodu se roztočil, čímž se propadl ze čtvrtého místa na startu na osmé v cíli. Při svém domácím závodě, Velké ceně Španělska, se kvalifikoval jako druhý za Maxem Verstappenem. Nedokázal se udržet před vozy Mercedes ani Verstappenovým týmovým kolegou Sergiem Pérezem a závod dokončil na pátém místě, což později komentoval slovy, že slabinou vozu jeho týmu je degradace pneumatik.
Sainz havaroval v tréninku na Velkou cenu Kanady a poté byl penalizován za překážení Pierru Gaslymu v kvalifikaci, kvůli čemuž odstartoval do závodu jako jedenáctý. Do Velké ceny Velké Británie odstartoval z pátého místa, nicméně oba jezdci Ferrari provedli zastávku v boxech před safety carem, čehož ostatní jezdci využili, a Sainz se v cíli propadl na desáté místo. Při Velké ceně Maďarska havaroval v tréninku a poté se kvalifikoval na jedenácté místo. Body získal, když závod dokončil na osmém místě. Ve sprintu Velké ceny Belgie opět bodoval, když dojel čtvrtý, ale z hlavního závodu odstoupil kvůli poškození po kolizi s Oscarem Piastrim v prvním kole. Ve Velké ceně Itálie získal svou první letošní pole position, o 0,013 sekundy před Verstappenem. Během závodu ho předjely oba vozy Red Bull, ale ubránil se týmovému kolegovi Charlesu Leclercovi a dojel třetí, což bylo jeho první pódium v sezóně. V dalším závodě, Velké ceně Singapuru, získal opět pole position a proměnil ji ve své druhé vítězství ve Formuli 1. V závodě se mu podařilo vybojovat třetí místo. Ukončil tak sérii patnácti vítězství Red Bullu v řadě a deseti vítězství Maxe Verstappena a zároveň to byl jediný závod roku 2023, který nevyhrál Red Bull. Sainz vedl po celou dobu závodu a v závěrečných kolech se spolu s bývalým týmovým kolegou Lando Norrisem držel před jezdci Mercedesu Georgem Russellem a Lewisem Hamiltonem.
Sainz bodoval ve sprintu Velké ceny Kataru, ale do hlavního závodu se kvalifikoval jako dvanáctý a poté neodstartoval kvůli úniku paliva. Ve Velké ceně Spojených států skončil čtvrtý, ale po Hamiltonově diskvalifikaci postoupil na stupně vítězů. Na Velké ceně Mexika se kvalifikoval jako druhý a vytvořil tak první řadu pro všechny vozy Ferrari, ale oba vozy byly v závodě předjety Verstappenem a Hamiltonem. Při úvodní Velké ceně Las Vegas Sainz v tréninku narazil do uvolněného krytu šachty, kvůli čemuž byl první trénink zrušen a druhý odložen, aby mohli činovníci zkontrolovat zbytek trati. Do závodu se kvalifikoval jako druhý za Leclercem, ale poškození jeho vozu si vyžádalo výměnu komponentů u Ferrari a vyústilo v penalizaci deseti míst na startovním roštu, což šéf týmu Ferrari Frédéric Vasseur označil za "nepřijatelné". V tréninku na závěrečnou Velkou cenu sezóny v Abú Zabí havaroval a v kvalifikaci se umístil na šestnáctém místě, načež obvinil ostatní jezdce, že ho úmyslně brzdili. Ferrari ho nechalo na trati až do posledního kola v naději na safety car, ale protože neměl šanci získat body, tým odstavil jeho vůz v boxech. Sainz tento výsledek, který ho ze čtvrtého místa v šampionátu jezdců před závodem propadl na sedmé, označil za "velké zklamání" a svou třetí sezónu u Ferrari zakončil se ziskem 200 bodů oproti Leclercovým 206 bodům.

#### 2024
Při Velké ceně Bahrajnu zahájil Sainz sezónu 2024 čtvrtým místem v kvalifikaci a třetím místem na stupních vítězů před svým týmovým kolegou Charlesem Leclercem.
Během víkendu Velké ceny Saúdské Arábie Sainz onemocněl zánětem slepého střeva. Zúčastnil se sice 1. a 2. tréninku, ale zbytek víkendu vynechal, aby se podrobil operaci; nahradil ho náhradní jezdec Oliver Bearman. Po zotavení z operace se Sainz vrátil na Velké ceně Austrálie, kde se kvalifikoval na druhé místo. Využil odstoupení Maxe Verstappena a vyhrál závod před týmovým kolegou Leclercem, což znamenalo první double podium umístění Ferrari od Velké ceny Bahrajnu 2022. Dalšího umístění na stupních vítězů dosáhl ve Velké ceně Japonska, když předjel Leclerca a skončil třetí.
Po třech závodech bez umístění na stupních vítězů dojel Sainz ve Velké ceně Monaka na třetím místě a získal tak své čtvrté pódium v sezoně. Na tento výsledek navázal odstoupením z Velké ceny Kanady poté, co narazil do Alexe Albona. Sainz poté skončil na domácí Velké Ceně na frustrujícím 6. místě, ale odrazil se zpět třetím místem ve Velké ceně Rakouska, přestože těžil z kolize Maxe Verstappena a Landa Norrise a získal poslední pódiové umístění.
V dalších třech závodech Sainz obsadil 5. místo ve Velké ceně Velké Británie, 6. místo ve Velké ceně Maďarska a 6. místo ve Velké ceně Belgie, což znamenalo, že o letní přestávce byl Sainz na 5. místě v šampionátu se 162 body.
Sainz po skončení sezóny 2024 opustil Ferrari, kde ho nahradí Lewis Hamilton.

### Williams (2025–)

#### 2025
29. července 2024 Williams oznámil, že Sainz s týmem podepsal dvouletou smlouvou s opcí na prodloužení a k týmu se připojí od roku 2025. Jeho týmovým kolegou bude Alexander Albon.

## Výsledky
| Legenda k tabulce | Legenda k tabulce                                                                       |
| Barva             | Výsledek                                                                                |
| ----------------- | --------------------------------------------------------------------------------------- |
| Zlatá             | Vítěz                                                                                   |
| Stříbrná          | 2. místo                                                                                |
| Bronzová          | 3. místo                                                                                |
| Zelená            | Bodované umístění                                                                       |
| Modrá             | Nebodované umístění                                                                     |
| Modrá             | Dokončil neklasifikován (NC)                                                            |
| Fialová           | Odstoupil (Ret)                                                                         |
| Červená           | Nekvalifikoval se (DNQ)                                                                 |
| Červená           | Nepředkvalifikoval se (DNPQ)                                                            |
| Černá             | Diskvalifikován (DSQ)                                                                   |
| Bílá              | Nestartoval (DNS)                                                                       |
| Bílá              | Závod zrušen (C)                                                                        |
| Světle modrá      | Pouze trénoval (PO)                                                                     |
| Světle modrá      | Páteční testovací jezdec (TD)                                                           |
| Bez barvy         | Netrénoval (DNP)                                                                        |
| Bez barvy         | Vyřazen (EX)                                                                            |
| Bez barvy         | Nepřijel (DNA)                                                                          |
| Bez barvy         | Odvolal účast (WD)                                                                      |
| Bez barvy         | Nezúčastnil se (prázdné)                                                                |
| Označení          | Význam                                                                                  |
| Tučnost           | Pole position                                                                           |
| Kurzíva           | Nejrychlejší kolo                                                                       |
| †                 | Jezdec nedojel do cíle, ale byl klasifikován, protože odjel více než 90 % délky závodu. |
| ‡                 | Byl udělován poloviční počet bodů, protože bylo odjeto méně než 75 % délky závodu.      |
| Horní index       | Umístění bodujících jezdců ve sprintu                                                   |

### Závodní kariéra
| Sezóna | Série                            | Tým                             | Závody | Vítězství | PP | NK | Pódia | Body  | Umístění   |
| ------ | -------------------------------- | ------------------------------- | ------ | --------- | -- | -- | ----- | ----- | ---------- |
| 2010   | Formula BMW Europe               | EuroInternational               | 16     | 1         | 2  | 2  | 5     | 227   | 4. místo   |
| 2010   | Formula BMW Pacific              | EuroInternational               | 9      | 2         | 3  | 2  | 5     | —     | —          |
| 2010   | Eurocup Formula Renault 2.0      | Epsilon Euskadi                 | 2      | 0         | 0  | 2  | 1     | —     | —          |
| 2010   | Eurocup Formula Renault 2.0      | Tech 1 Racing                   | 2      | 0         | 0  | 0  | 0     | —     | —          |
| 2010   | European F3 Open                 | De Villota Motorsport           | 4      | 0         | 0  | 0  | 1     | —     | —          |
| 2010   | Formula Renault UK Winter Series | Koiranen Bros. Motorsport       | 2      | 0         | 0  | 0  | 0     | 18    | 18. místo  |
| 2011   | Eurocup Formula Renault 2.0      | Koiranen Motorsport             | 14     | 2         | 4  | 5  | 10    | 200   | 2. místo   |
| 2011   | Formula Renault 2.0 NEC          | Koiranen Motorsport             | 20     | 10        | 8  | 12 | 17    | 489   | 1. místo   |
| 2011   | Formula 3 Euro Series            | Signature                       | 3      | 0         | 0  | 0  | 0     | —     | —          |
| 2011   | Macau Grand Prix                 | Signature                       | 1      | 0         | 0  | 0  | 0     | —     | 17. místo  |
| 2012   | British Formula 3 Championship   | Carlin                          | 26     | 5         | 1  | 2  | 9     | 224   | 6. místo   |
| 2012   | Formula 3 Euro Series            | Carlin                          | 24     | 0         | 2  | 0  | 2     | 112   | 9. místo   |
| 2012   | FIA Formule 3                    | Carlin                          | 20     | 1         | 2  | 1  | 5     | 161   | 5. místo   |
| 2012   | Masters of Formula 3             | Carlin                          | 1      | 0         | 0  | 0  | 0     | —     | 4. místo   |
| 2012   | Macau Grand Prix                 | Carlin                          | 1      | 0         | 0  | 0  | 0     | —     | 7. místo   |
| 2013   | GP3 Series                       | MW Arden                        | 16     | 0         | 1  | 2  | 2     | 66    | 10. místo  |
| 2013   | Formula Renault 3.5 Series       | Zeta Corse                      | 9      | 0         | 0  | 1  | 0     | 22    | 19. místo  |
| 2013   | Macau Grand Prix                 | Carlin                          | 1      | 0         | 0  | 0  | 0     | —     | 7. místo   |
| 2014   | Formula Renault 3.5 Series       | DAMS                            | 17     | 7         | 7  | 6  | 7     | 227   | 1. místo   |
| 2015   | Formule 1                        | Scuderia Toro Rosso             | 19     | 0         | 0  | 0  | 0     | 18    | 15. místo  |
| 2016   | Formule 1                        | Scuderia Toro Rosso             | 21     | 0         | 0  | 0  | 0     | 46    | 12. místo  |
| 2017   | Formule 1                        | Scuderia Toro Rosso             | 16     | 0         | 0  | 0  | 0     | 54    | 9. místo   |
| 2017   | Formule 1                        | Renault Sport F1 Team           | 4      | 0         | 0  | 0  | 0     | 54    | 9. místo   |
| 2018   | Formule 1                        | Renault Sport F1 Team           | 21     | 0         | 0  | 0  | 0     | 53    | 10. místo  |
| 2019   | Formule 1                        | McLaren F1 Team                 | 21     | 0         | 0  | 0  | 1     | 96    | 6. místo   |
| 2020   | Formule 1                        | McLaren F1 Team                 | 17     | 0         | 0  | 1  | 1     | 105   | 6. místo   |
| 2021   | Formule 1                        | Scuderia Ferrari Mission Winnow | 22     | 0         | 0  | 0  | 4     | 164.5 | 5. místo   |
| 2022   | Formule 1                        | Scuderia Ferrari                | 22     | 1         | 3  | 2  | 9     | 246   | 5. místo   |
| 2023   | Formule 1                        | Scuderia Ferrari                | 22     | 1         | 2  | 0  | 3     | 200   | 7. místo   |
| 2024   | Formule 1                        | Scuderia Ferrari                | 24     | 2         | 1  | 1  | 9     | 290   | 5. místo   |
| 2025   | Formule 1                        | Atlassian Williams Racing       | 12     | 0         | 0  | 0  | 0     | 13*   | 15. místo* |

### Kompletní výsledky ve Formuli 1
| Rok  | Tým                             | Šasi             | Motor                           | 1       | 2       | 3       | 4       | 5      | 6      | 7       | 8       | 9       | 10      | 11      | 12      | 13      | 14      | 15      | 16      | 17      | 18      | 19      | 20      | 21       | 22      | 23     | 24    | Body  | Umístění   |
| ---- | ------------------------------- | ---------------- | ------------------------------- | ------- | ------- | ------- | ------- | ------ | ------ | ------- | ------- | ------- | ------- | ------- | ------- | ------- | ------- | ------- | ------- | ------- | ------- | ------- | ------- | -------- | ------- | ------ | ----- | ----- | ---------- |
| 2015 | Scuderia Toro Rosso             | Toro Rosso STR10 | Renault Energy F1-2015 1,6 V6 t | AUS 9   | MAL 8   | CHN 13  | BHR Ret | ESP 9  | MON 10 | CAN 12  | AUT Ret | GBR Ret | HUN Ret | BEL Ret | ITA 11  | SIN 9   | JPN 10  | RUS Ret | USA 7   | MEX 13  | BRA Ret | ABU 11  |         |          |         |        |       | 18    | 15. místo  |
| 2016 | Scuderia Toro Rosso             | Toro Rosso STR11 | Ferrari 060 1,6 V6 t            | AUS 9   | BHR Ret | CHN 9   | RUS 12  | ESP 6  | MON 8  | CAN 9   | EUR Ret | AUT 8   | GBR 8   | HUN 8   | GER 14  | BEL Ret | ITA 15  | SIN 14  | MAL 11  | JPN 17  | USA 6   | MEX 16  | BRA 6   | ABU Ret  |         |        |       | 46    | 12. místo  |
| 2017 | Scuderia Toro Rosso             | Toro Rosso STR12 | Toro Rosso 1.6 V6 t             | AUS 8   | CHN 7   | BHR Ret | RUS 10  | ESP 7  | MON 6  | CAN Ret | AZE 8   | AUT Ret | GBR Ret | HUN 7   | BEL 10  | ITA 14  | SIN 4   | MAL Ret | JPN Ret |         |         |         |         |          |         |        |       | 54    | 9. místo   |
| 2017 | Renault Sport F1 Team           | Renault R.S.17   | Renault R.E.17 1.6 V6 t         |         |         |         |         |        |        |         |         |         |         |         |         |         |         |         |         | USA 7   | MEX Ret | BRA 11  | ABU Ret |          |         |        |       | 54    | 9. místo   |
| 2018 | Renault Sport F1 Team           | Renault R.S.18   | Renault R.E.18 1,6 V6 t         | AUS 10  | BHR 11  | CHN 9   | AZE 5   | ESP 7  | MON 10 | CAN 8   | FRA 8   | AUT 12  | GBR Ret | GER 12  | HUN 9   | BEL 11  | ITA 8   | SIN 8   | RUS 17  | JPN 10  | USA 7   | MEX Ret | BRA 12  | ABU 6    |         |        |       | 53    | 10. místo  |
| 2019 | McLaren F1 Team                 | McLaren MCL34    | Renault E-Tech 19 1,6 V6 t      | AUS Ret | BHR 19† | CHN 14  | AZE 7   | ESP 8  | MON 6  | CAN 11  | FRA 6   | AUT 8   | GBR 6   | GER 5   | HUN 5   | BEL Ret | ITA Ret | SIN 12  | RUS 6   | JPN 5   | MEX 13  | USA 8   | BRA 3   | ABU 10   |         |        |       | 96    | 6. místo   |
| 2020 | McLaren F1 Team                 | McLaren MCL35    | Renault E-Tech 20 1,6 V6 t      | AUT 5   | STY 9   | HUN 9   | GBR 13  | 70A 13 | ESP 6  | BEL DNS | ITA 2   | TUS Ret | RUS Ret | EIF 5   | POR 6   | EMI 7   | TUR 5   | BHR 5   | SKR 4   | ABU 6   |         |         |         |          |         |        |       | 105   | 6. místo   |
| 2021 | Scuderia Ferrari Mission Winnow | Ferrari SF21     | Ferrari 065/6 1,6 V6 t          | BHR 8   | EMI 5   | POR 11  | ESP 7   | MON 2  | AZE 8  | FRA 11  | STY 6   | AUT 5   | GBR 6   | HUN 3   | BEL 10‡ | NED 7   | ITA 6   | RUS 3   | TUR 8   | USA 7   | MXC 6   | SAP 63  | QAT 7   | SAU 8    | ABU 3   |        |       | 164,5 | 5. místo   |
| 2022 | Scuderia Ferrari                | Ferrari F1-75    | Ferrari 066/7 1,6 V6 t          | BHR 2   | SAU 3   | AUS Ret | EMI Ret | MIA 3  | ESP 4  | MON 2   | AZE Ret | CAN 2   | GBR 1   | AUT Ret | FRA 5   | HUN 4   | BEL 3   | NED 8   | ITA 4   | SIN 3   | JPN Ret | USA Ret | MXC 5   | SAP 3    | ABU 4   |        |       | 246   | 5. místo   |
| 2023 | Scuderia Ferrari                | Ferrari SF-23    | Ferrari 066/10 1,6 V6 t         | BHR 4   | SAU 6   | AUS 12  | AZE 5   | MIA 5  | MON 8  | ESP 5   | CAN 5   | AUT 6   | GBR 10  | HUN 8   | BEL Ret | NED 5   | ITA 3   | SIN 1   | JPN 6   | QAT DNS | USA 3   | MXC 4   | SAP 6   | LVG 6    | ABU 18† |        |       | 200   | 7. místo   |
| 2024 | Scuderia Ferrari                | Ferrari SF-24    | Ferrari 066/12 1.6 V6 t         | BHR 3   | SAU DNS | AUS 1   | JPN 3   | CHN 5  | MIA 5  | EMI 5   | MON 3   | CAN Ret | ESP 6   | AUT 35  | GBR 5   | HUN 6   | BEL 6   | NED 5   | ITA 4   | AZE 17† | SIN 7   | USA 2   | MXC 1   | SAP Ret5 | LVG 3   | QAT 64 | ABU 2 | 290   | 5. místo   |
| 2025 | Atlassian Williams Racing       | Williams FW47    | Mercedes-AMG F1 M16 V6 t        | AUS Ret | CHN 10  | JPN 14  | BHR Ret | SAU 8  | MIA 9  | EMI 8   | MON 10  | ESP 14  | CAN 10  | AUT DNS | GBR 12  | BEL 186 | HUN 14  | NED     | ITA     | AZE     | SIN     | USA     | MXC     | SAP      | LVG     | QAT    | ABU   | 16*   | 16. místo* |

* Sezóna v průběhu